# Quemadura química
Una quemadura química se produce cuando el tejido vivo es expuesto a una sustancia corrosiva tal como un ácido fuerte o una base. Las quemaduras químicas se ajustan a la clasificación estándar de quemaduras y pueden causar daños intensos en los tejidos. Los principales tipos de productos irritantes o corrosivos son: ácidos, bases químicas, oxidantes, disolventes, agentes reductores y agentes alquilantes. Además, las quemaduras químicas pueden ser causadas por algunos tipos de armas químicas como por ejemplo, agentes vesicantes como el gas mostaza y la lewisita o urticantes como la oxima de fosgeno.
 Las quemaduras químicas tienen tres etapas.
Las quemaduras químicas pueden:

- No necesitar fuentes de calor.
- Ocurrir inmediatamente al contacto.
- Ser extremadamente dolorosas.
- No ser evidentes o notables de inmediato.
- Difundirse y dañar la estructura del tejido y la superficie de la piel sin daño evidente inmediato.

## Presentación
Los síntomas exactos de una quemadura química dependen de los productos químicos involucrados. Los síntomas pueden ser picazón, decoloración u oscurecimiento de la piel, sensación de quemadura, dificultades para respirar, expectorar sangre y/o necrosis de los tejidos. Fuentes comunes de quemaduras químicas son el ácido sulfúrico (H2SO4), el ácido clorhídrico (HCl), la soda cáustica (NaOH), la cal viva (CaO), y el nitrato de plata (AgNO3). Las quemaduras químicas pueden suceder mediante el contacto directo de superficies del cuerpo incluidos la piel y los ojos, inhalación e ingestión. Las sustancias lipófilas que se pueden difundir en forma eficiente a través del tejido humano, por ejemplo el ácido fluorhídrico, la mostaza sulfurada y el sulfato de dimetilo, pueden no reaccionar en forma inmediata, pero producen quemaduras e inflamaciones algunas horas luego de haber tenido contacto con estas sustancias. Entre los trabajos en los cuales suelen ocurrir quemaduras químicas por ejemplo se encuentran la fabricación de dispositivos semiconductores, la minería y, la medicina.

## Galería

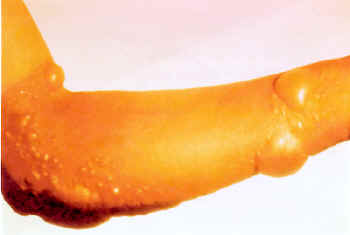
Quemaduras químicas en el brazo, causadas por una sustancia vesicante por ejemplo gas mostaza.
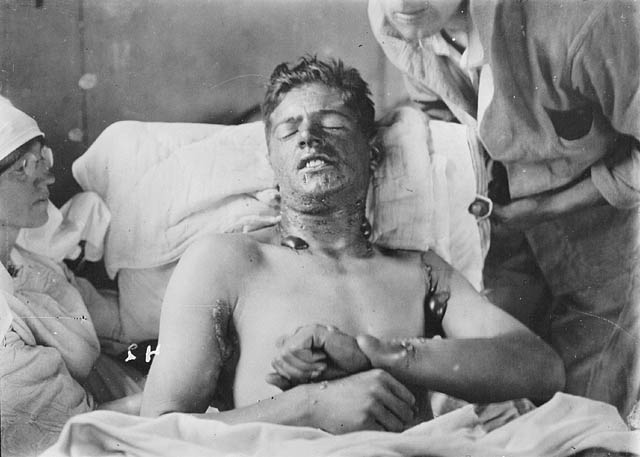
Quemaduras químicas causadas por exposición al gas mostaza durante la Primera Guerra Mundial.
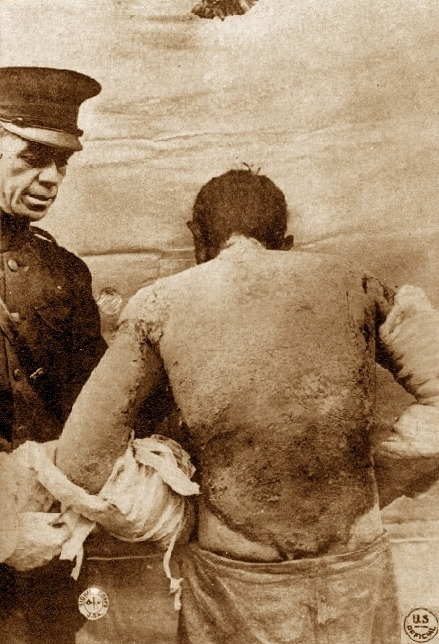
Soldado con quemaduras severas de gas mostaza en su cuerpo y brazos hacia 1918. Estas quemaduras son lo suficientemente severas como para poner en riesgo la vida.
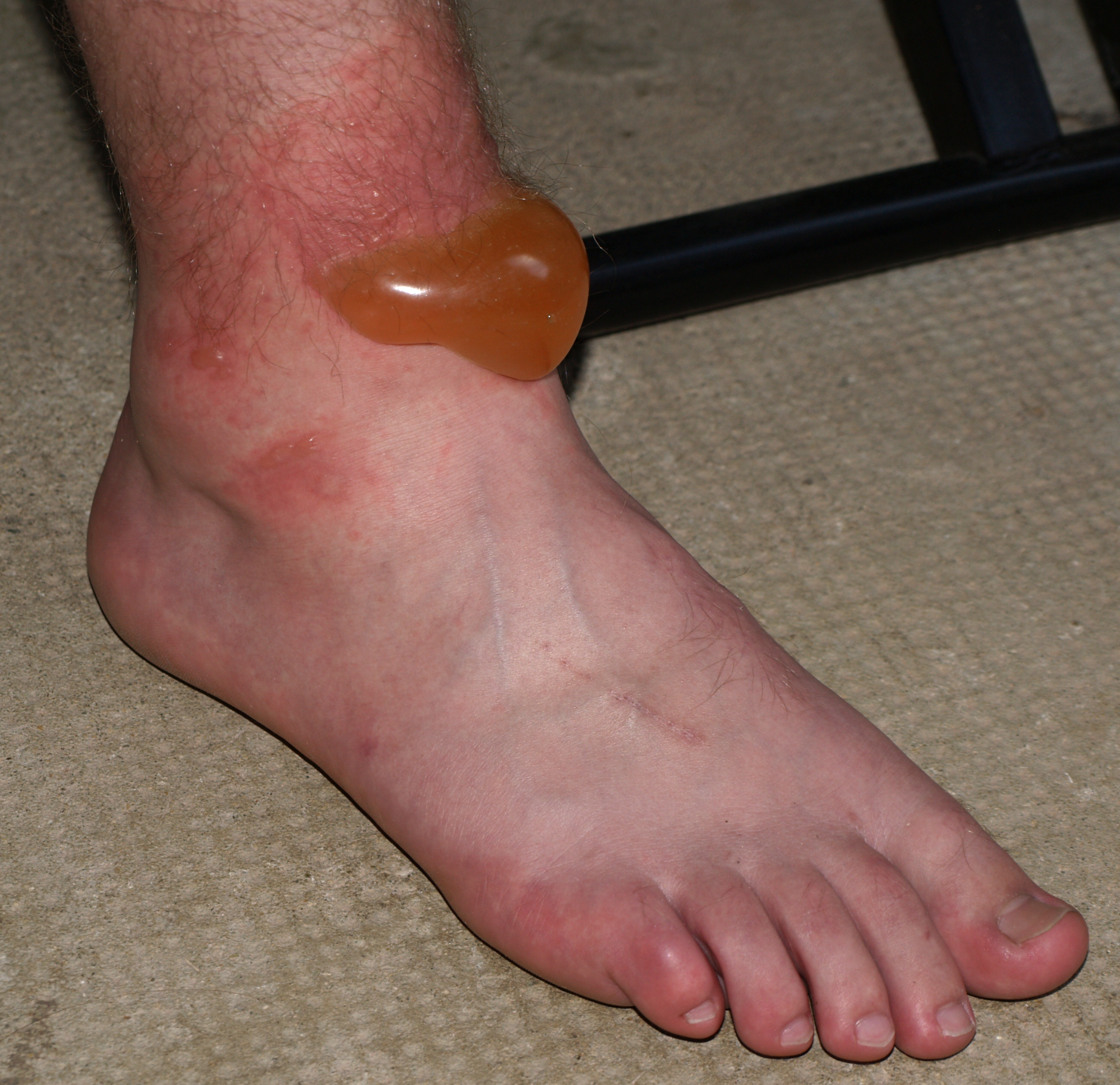
Las quemaduras severas de la piel por exposición al herbicida Roundup son raras, aunque posibles
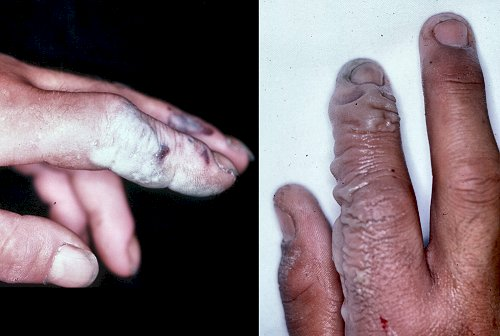
Quemaduras de HF, las cuales no se manifiestan hasta 24 horas después de haber estado expuesto a la sustancia